# Kvantová tečka
Kvantová tečka (anglicky quantum dot, QD) je nanokrystal, který je vytvořený z polovodičového materiálu a má velikost pouze několika nanometrů. Jeho vlastnosti zahrnují například zvýšenou fluorescenci, která může být využita v oblasti obrazových technologií nebo v biologii pro označování buněk.
V roce 2023 byla za objev kvantových teček udělena Nobelova cena za chemii.

## Charakteristika

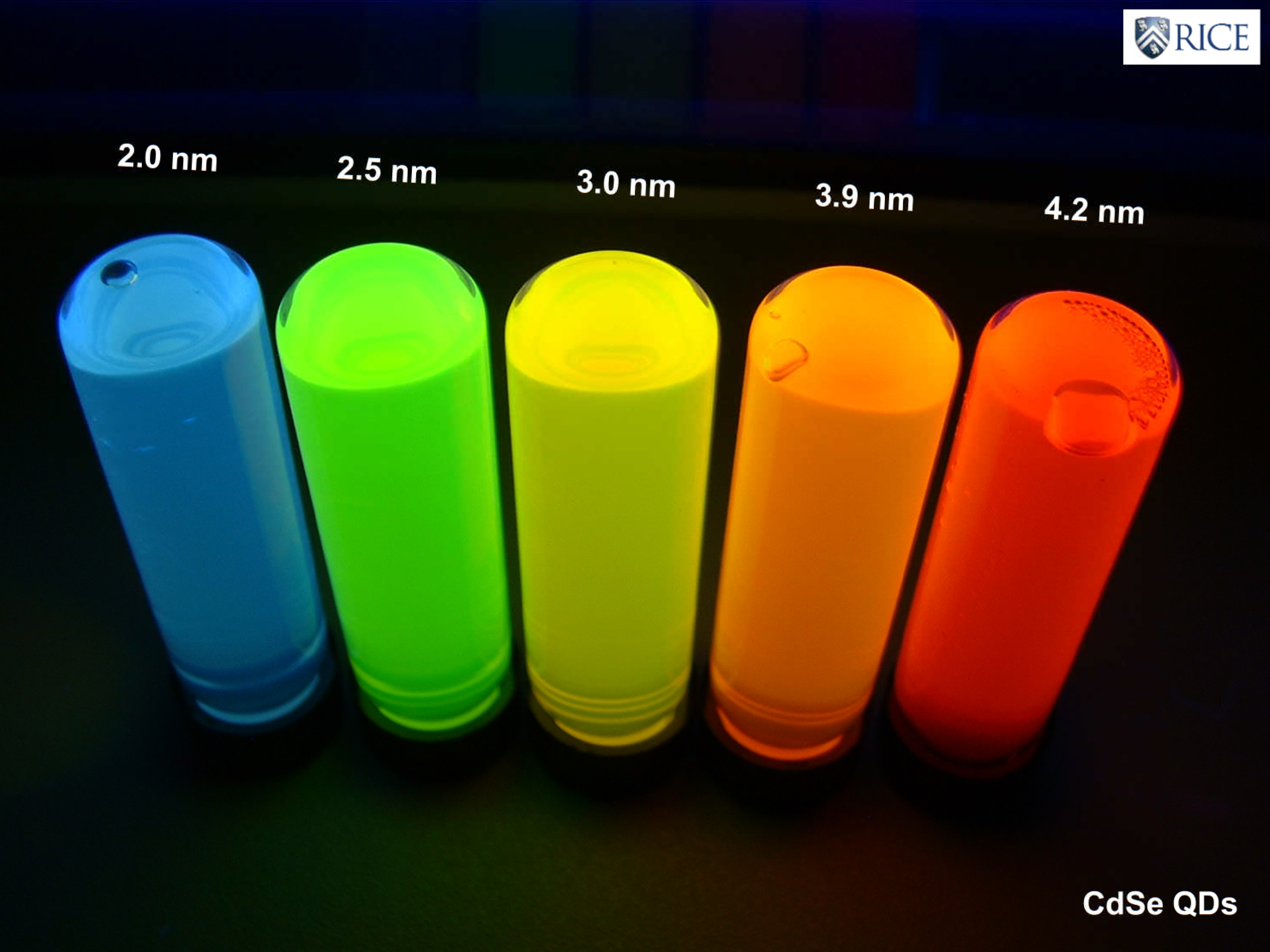
Kvantové tečky na bázi CdSe

Velikost QD se liší od 2 do 8 nanometrů. Účelem QD je produkovat různé barvy světla v závislosti na velikosti částice v daném okamžiku. Větší částice se zkosí směrem k červené barvě a čím menší částice, tím více bude vyzařovat modře.
QD jsou nanokrystaly vyrobené člověkem a jsou tvořené několika způsoby z různých materiálů. Příkladem jsou nanokrystaly CdSe a CdSe/ZnS nebo CdTe a CdTe/CdS, které jsou nejpoužívanější pro biologické aplikace. Dále se vyvíjejí nanokrystaly InP nebo ZnS, které jsou méně toxické. Pro obrazovou technologii (konkrétně pro QLED) používá Samsung jádro (core) InP s vnitřním obalem (shell) ZnSe a vnější obal ZnS a tím tvořící slitinovou QD InP/ZnSeS. Tyto struktury se označují jako „core/shell“ struktury.

## Quantum dot display
Kvantové tečky se využívají v obrazové technologii Quantum dot display (QD-LCD, Quantum Dot Liquid Crystal Display). Nanosys je hlavním výrobcem materiálů pro QD displaye a tuto technologii licencují společnosti Samsung. Samsung QLED TV využívá technologii QD a vytváří jasnější a realističtější obraz zobrazující barevný gamut DCI-P3.
QD-LCD je vylepšená technologie LCD. Podsvícení LCD se obvykle skládá z modrých LED diod potažených širokospektrým žlutým fosforem, který vytváří bílé světlo. QD-LCD sice také používá modré LED, ale nejsou potažené žlutým fosforem a zbavují se tak potíží, které se s tím spojují. Když jsou kvantové tečky prosvíceny LED diodami, i ony vyzařují světlo, čímž jsou QD-LCD úspornější a mají jasnější obraz s větším kontrastem.
Jeden QD display se skládá až z biliónů kvantových teček.